# 大同城墙

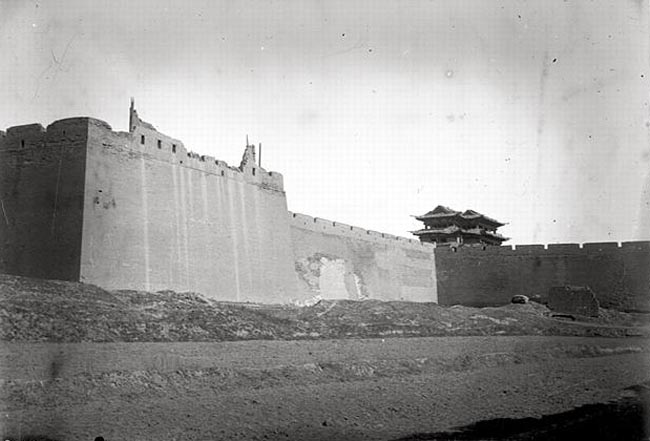
1907年，大同城墙

大同城墙，位于中国山西省大同市平城区。大同城墙历史可追溯到北魏时期。现存的城墙建于明朝。1981年2月24日，公布为大同市第二批市级文物保护单位。2016年6月6日，列入第五批山西省文物保护单位。
大同城墙周长7270.7米，高约14米，城内面积2.63平方公里。城墙以外40米处，修有护城河，宽约10米。大同城墙南段原总长约为1872.7米；西段原总长约为1783米；北段原总长约为1843.6米，东段原总长约为1771.4米。

## 历史
明洪武五年（1372年），徐达在辽金元旧城基础上增筑大同城墙。原大同城设4门：
- 东曰和阳门
- 南曰永泰门
- 西曰清远门
- 北曰武定门

清顺治六年（1649年），多尔衮率军攻打大同，九月而不下，后守将姜瓖部下杨振威叛变，清军才得以入城。多尔衮入城之后，下令屠杀全城，并将城墙削掉五尺。大同府治一度迁往和阳（今阳高县）。直到清顺治九年（1652年），大同府县才复还故治。大同城墙只留下破损
1952年前后，大同城墙的北城门、东城门、西城门也被拆除，这几个门洞渐成为豁口，残存的瓮城、望楼等相继被拆除，城墙砖也几乎全被剥离，导致大同城墙成为土城墙。1981年，残存的南城门洞亦全部拆除。

## 修复
2008年，在耿彦波市长主持下，大同市政府实施名城修复与保护工程，大同城墙得以修复。八年后，2016年11月18日，大同古城墙合拢，护城河贯通。。